# Joanic I
Joanic I (en grec Ἰωαννίκιος Α') va ser patriarca de Constantinoble els anys 1524 i 1525. Va ser metropolità de Sozòpolis.
El su antecessor, el patriarca Jeremies I, poc després de la seva elecció va emprendre un viatge cap a les esglésies de Xipre, Egipte, Sinaí i Palestina. Quan era a Jerusalem, els clergues i la noblesa de Constantinoble pensant que portava massa temps absent, el van destituir i van nomenar Joanic al seu lloc.
Jeremies va reunir a Jerusalem els patriarques d'Alexandria i d'Antioquia en un sínode que va excomunicar a Joanic. La majoria de les autoritats eclesiàstiques de Constantinoble van fer costat a Joanic, però el sultà Solimà I el Magnífic va ordenar que Jeremies fos reinstal·lat al tron patriarcal, i així va ser el 24 de setembre de 1525. Joanic va tornar a Tràcia, on va morir al monestir de Sant Joan Baptista[ prop de Sozòpolis cap al 1526.